# Philip Agee
Philip Burnett Franklin Agee (ur. 19 lipca 1935 w Tacoma Park w okolicach Maryland, zm. 7 stycznia 2008 na Kubie) – amerykański wywiadowca, oficer operacyjny CIA. Był oficerem operacyjnym od 1957 do 1969, działał w Waszyngtonie, Meksyku, Ekwadorze, i Urugwaju. W 1975 roku jako pierwszy opisał metody działania CIA w książce: Inside the Company: CIA Diary. W 1978 opublikował kolejną książkę Dirty Work: The CIA in Western Europe, również opartą na swoich doświadczeniach. Po jej wydaniu został wydalony z kolejnych czterech krajów NATO (w 1981 anulowano mu amerykański paszport) i wyjechał na Kubę. W 1980 wydał swoje pamiętniki pod tytułem On the Run.
16 grudnia 2007 roku Philip Agee został przyjęty do szpitala w Hawanie, gdzie wykonano mu operację z powodu perforacji (pęknięcia) żołądka. Jego żona, Giselle Roberge Agee, oznajmiła 9 stycznia 2008 roku, że Philip zmarł na Kubie 7 stycznia i został skremowany.